# Vito D'Anna
Vito D'Anna (Palermo, 14 ottobre 1718 – Palermo, 13 ottobre 1769) è stato un pittore italiano, considerato il più raffinato e sensibile interprete del rococò palermitano e tra i maggiori pittori siciliani..
Fu il padre di Alessandro D'Anna, cognato di Francesco Sozzi e genero di Olivio Sozzi.

## Biografia
Figlio di Giuseppe D'Anna e di Rosalia Coppolino, da bambino fu affascinato dai dipinti realizzati da modesti pittori sulle carrozze commerciate dal padre.

### Gli inizi siciliani e Roma
Il 13 gennaio 1736, a diciassette anni, iniziò la propria carriera come apprendista nella bottega acese di Paolo Vasta, dove restò fino al 1744, assimilando e facendo proprio l'uso di colori vivaci, tipico di alcune scuole barocche romane e napoletane.
Tornato a Palermo entrò in rapporti con Olivio Sozzi, in quel momento il più importante pittore della città.
Il 29 febbraio 1745 ne sposò la figlia Aloisia da cui, nel 1746, nacque Alessandro D'Anna. Aloisia e Vito ebbero poi altri tre figli: Olivio, Pietro e Rosalia.
Dopo la nascita di Alessandro, su consiglio del suocero, si trasferì a Roma per un periodo di apprendistato presso Corrado Giaquinto, amico di Olivio Sozzi.

### Il ritorno a Palermo (1751)

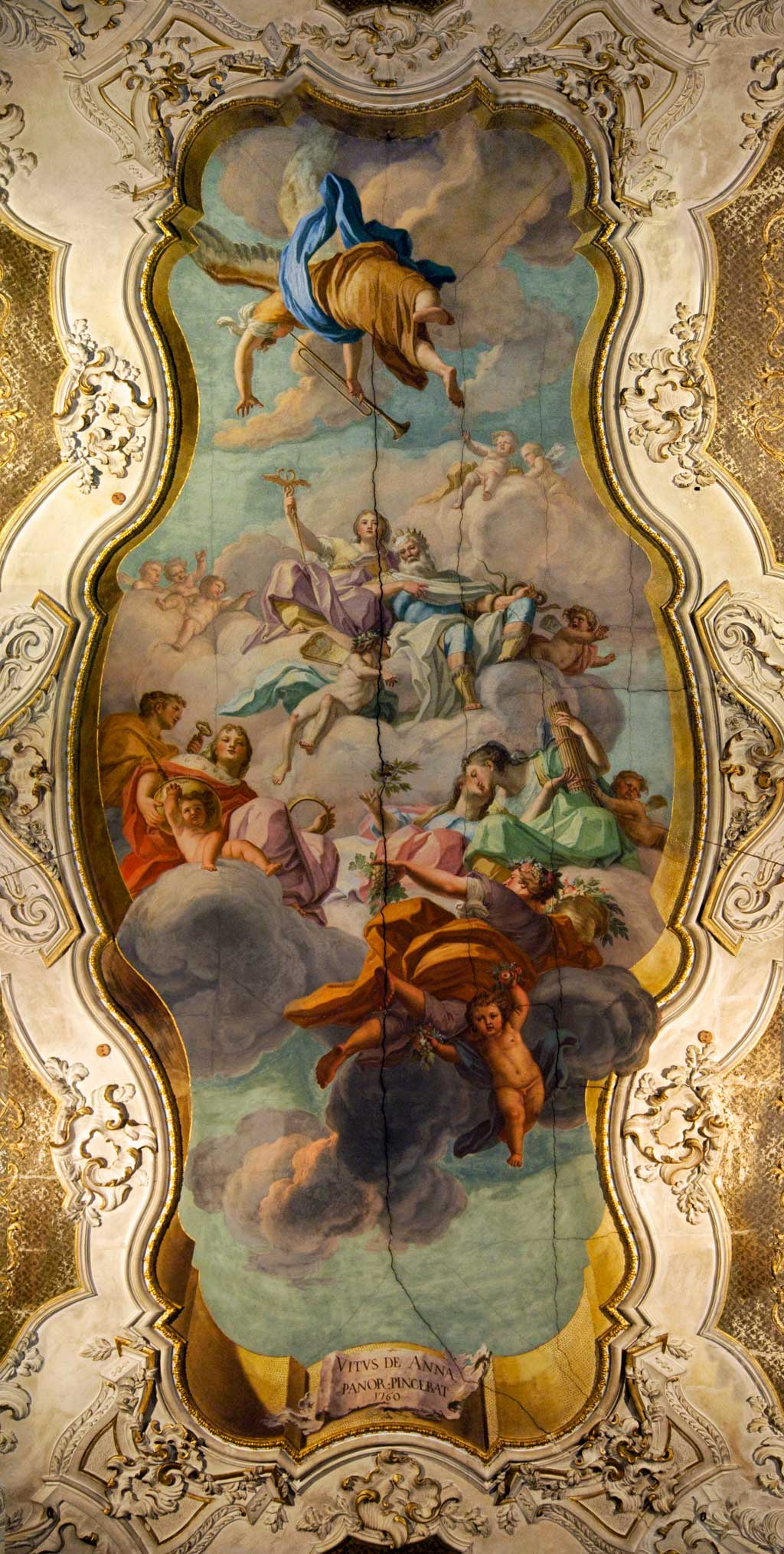
Apoteosi di Palermo, 1760 (Palazzo Isnello, Palermo)

Nel 1751, di ritorno a Palermo, dipinse gli affreschi della chiesa di Santa Caterina d'Alessandria, del Palazzo Benenati Ventimiglia e della chiesa dei Tre Re.
L'artista acquistò allora un ruolo di primo piano nella città, assumendo negli anni successivi un ruolo culturale dominante: le sue opere erano ormai uno status symbol del patriziato e del clero siciliano.
Nel 1756 nacque la figlia Rosalia, anche lei pittrice, allieva prima del padre e poi di Francesco Sozzi. Rosalia fu uno dei suoi modelli favoriti: l'artista la ritrasse in diverse opere.
Nel 1760 dipinse a Palazzo Isnello l'Apoteosi di Palermo, l'affresco, considerato uno dei capolavori della pittura siciliana del XVIII secolo, è un'allegoria trionfale di Palermo, con al centro il nume tutelare della città.
Il 31 ottobre 1765 assistette alla morte del suocero Olivio Sozzi, che cadde da un'impalcatura mentre stavano rifinendo a tempera gli affreschi della basilica di Santa Maria Maggiore a Ispica.
Tra il 1763 e il 1765 realizzò il grande ciclo di affreschi nella chiesa del Santissimo Salvatore.
Vito D'Anna era affetto da tubercolosi e le fatiche del lavoro alla cupola peggioravano il suo male. Dopo aver dipinto la Gloria degli Angeli nel lanternino, affida la prosecuzione del lavoro ai suoi allievi Vito Coppolino, Giuseppe Testa e Antonio Manno, limitandosi a dirigerli.
Negli anni successivi si limiterà a produrre esclusivamente pale d'altare, angosciato dalla malattia e infelice per l'impossibilità di dipingere a fresco.
Si spense a Palermo il 13 ottobre del 1769, un giorno prima del suo cinquantunesimo compleanno. Fu sepolto nella chiesa di San Matteo al Cassaro a Palermo.
Nel XIX secolo le sue spoglie vennero trasferite al cimitero palermitano di Santa Maria dei Rotoli.

### La collezione e la scuola
Nel tempo Vito D'Anna intraprese una raccolta di disegni, bozzetti e incisioni di artisti siciliani, romani e napoletani, comprendente copie di opere di Sebastiano Conca, Corrado Giaquinto, Luca Giordano, Carlo Maratta, Francesco Solimena.
Nel XIX secolo la collezione passò allo studioso Agostino Gallo, poi in casa Alfano e dopo ancora appartenne al barone palermitano Sgadari Lo Monaco.
Attualmente queste opere sono custodite presso Palazzo Abatellis a Palermo.
Vito D'Anna ebbe numerosi allievi e aiuti. Dalla fine degli anni cinquanta del XVIII secolo la sua scuola aveva formato un gruppo di pittori notevoli, come Francesco Sozzi (suo cognato), Alessandro D'Anna (suo figlio), Vincenzo e Antonio Manno, Antonio Dominici, Giuseppe Crestadoro, e Domenico Provenzani, che lavorarono nelle case della casta patrizia di Palermo distinguendosi tra i tanti pittori siciliani del periodo.

### Onorificenze
- Nel 1762 fu eletto membro dell'Accademia di San Luca.
- Nel 1765 fu nominato Conte palatino,
- 1765 Cavaliere dello Speron d'Oro
- Il Comune di Palermo ha intitolato via Vito D'Anna in suo onore.[7]
- Lo stesso ha fatto il Comune di Acireale.

## Opere
Le sue opere maggiori si trovano in alcune chiese e palazzi palermitani: la Apoteosi di San Domenico nella chiesa di Santa Caterina d'Alessandria; L'Apoteosi di Palermo a Palazzo Isnello, che contiene una delle sette raffigurazioni monumentali del Genio di Palermo, nume tutelare della città; La Gloria dei principi di Resuttana a Villa Resuttana; la Gloria di San Basilio nella chiesa del Santissimo Salvatore.
Altre opere importanti si trovano nei centri della provincia di Catania, come La Predicazione di San Nicolò nella chiesa San Nicolò - Santissimo Salvatore a Militello in Val di Catania e il Viso di Maria nella chiesa Santa Maria della Stella.
Alcune opere sono conservate presso la Pinacoteca Zelantea di Acireale e in alcune chiese della cittadina, tra cui la cattedrale di Maria Santissima Annunziata.
Altre tele sono custodite alla Galleria Nazionale della Puglia e in diverse chiese del ragusano e del siracusano, tra cui la chiesa di San Giovanni Battista di Chiaramonte Gulfi.

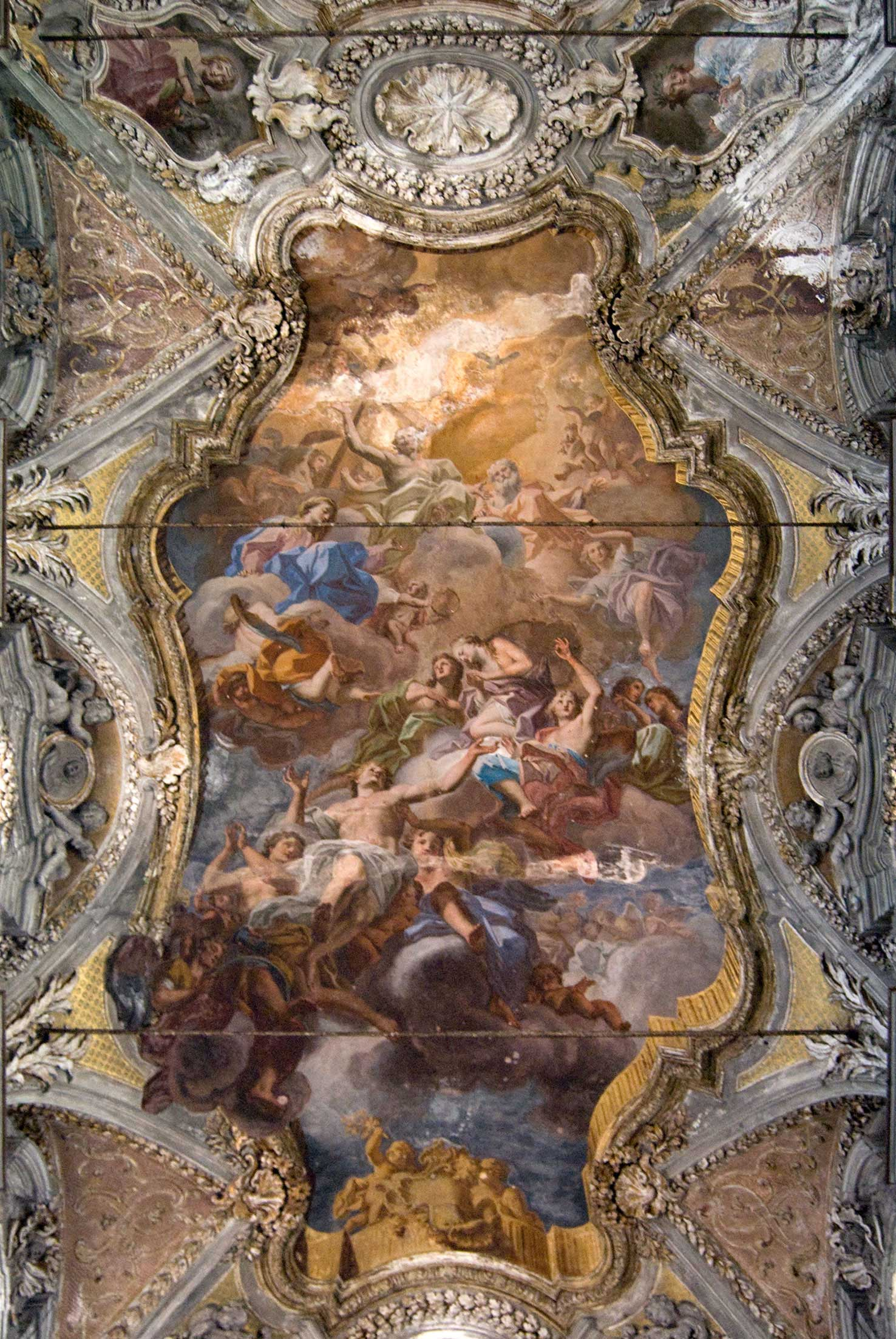
Trionfo delle Anime purganti, 1754. Chiesa San Matteo al Cassaro, Palermo.

### Agrigento e provincia
- XVIII secolo, Immacolata, pala d'altare, opera custodita nella chiesa di San Francesco di Naro.

### Caltanissetta e provincia
- XVIII secolo, San Giuda Taddeo, olio su tela, opera custodita nella chiesa dell'Immacolata Concezione di Serradifalco.
- XVIII secolo, Sant'Ignazio di Loyola e San Francesco Saverio, olio su tela, opera custodita nella chiesa dell'Immacolata Concezione di Serradifalco.

### Catania e provincia

#### Acireale
- XVIII secolo, Ritratto del prevosto Gambino, opera documentata nella sacrestia della cattedrale di Maria Santissima Annunziata.[8]
- 1744c., Natività, olio su tela, opera custodita nella chiesa di Santa Maria della Neve.
- 1763, Autoritratto, olio su tela, opera custodita nella Pinacoteca Zelantea.
- 1740 - 1744, Madonna dei Raccomandati, affresco, opera realizzata nella chiesa di Maria Santissima dei Raccomandati.
- XVIII secolo, Ciclo comprendente le raffigurazioni di Giuditta e Oloferne, Ester e Assuero, realizzazione degli affreschi con la collaborazione di Pietro Paolo Vasta e del figlio Alessandro, opere presenti nella chiesa di Santa Maria delle Grazie o San Camillo dei Crociferi.

#### Linguaglossa
- XVIII secolo, Madonna col Bambino, olio su tela, attribuzione, opera custodita nella chiesa dell'Immacolata Concezione.

#### Militello in Val di Catania
- 1761, Predicazione di San Nicolò, pala d'altare, opera custodita nella Chiesa San Nicolò e del Santissimo Salvatore.

### Messina e provincia
- 1752, Estasi di San Filippo, pala d'altare, opera custodita nell'Oratorio di San Filippo Neri di Motta d'Affermo.

### Palermo e provincia
- 1758, Adorazione dei pastori, olio su tela, opera custodita nella chiesa di Santa Rosalia di Corleone.
- XVIII secolo, Madonna del Rosario, olio su tela, opera custodita nella chiesa della Madonna del Rosario di Castronovo di Sicilia.

- XVIII secolo, Apparizione della Vergine a San Leonardo e al Beato Bernardo, dipinto realizzato con la collaborazione di Antonio Manno, opera custodita nella chiesa di San Leonardo di Chiusa Sclafani.

- 1766, Immacolata Concezione, olio su tela, opera collocata sull'altare maggiore della chiesa di San Francesco d'Assisi di Ciminna.

- XVIII secolo, Immacolata Concezione, olio su tela, opera custodita nel duomo di San Giovanni Battista di Misilmeri.

- XVIII secolo, Addolorata, dipinto, opera proveniente dalla chiesa di Maria santissima Addolorata di Monreale, custodita nel Museo diocesano di Monreale.

#### Palermo

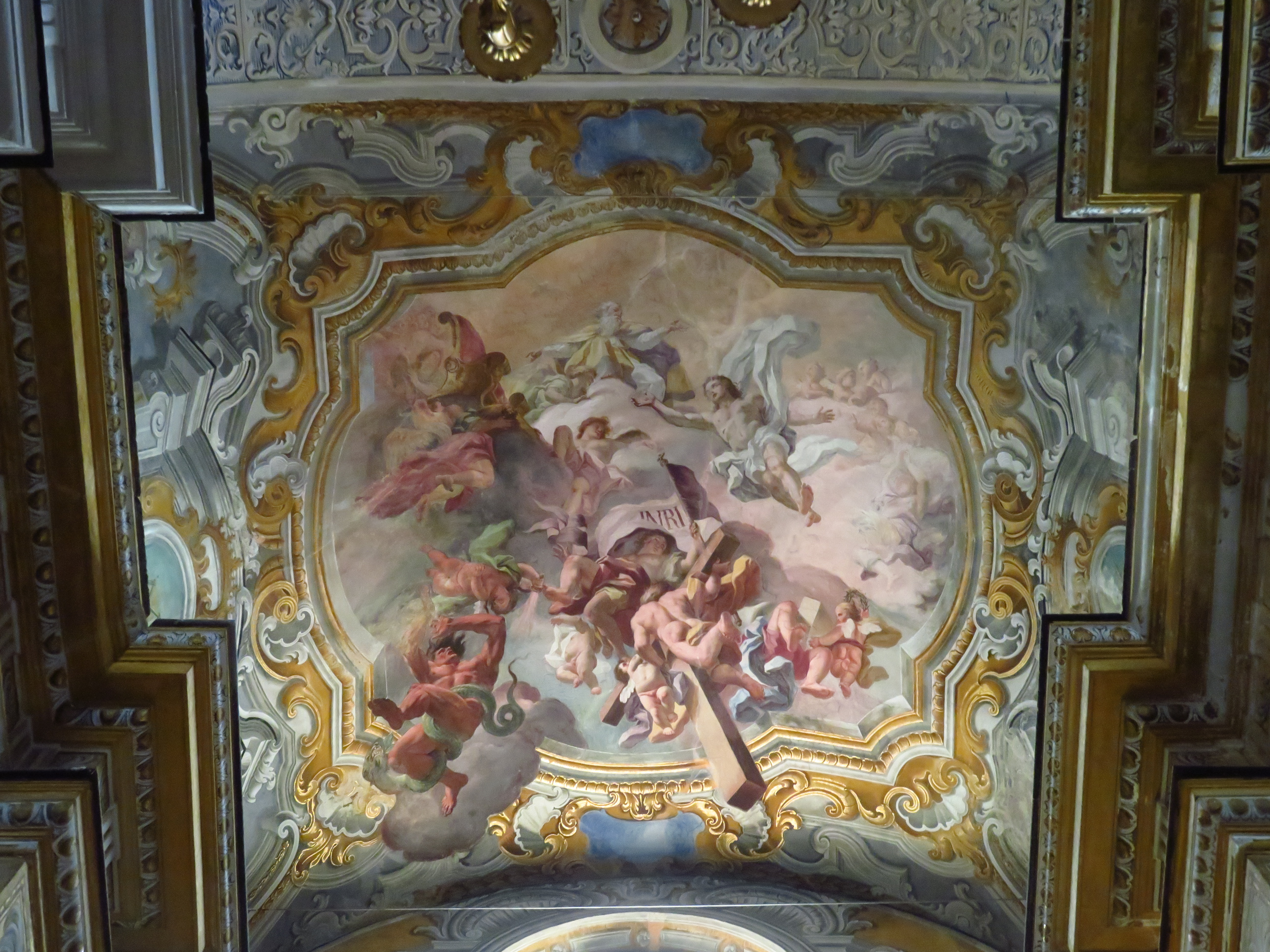
Ascensione di Gesù nella chiesa di Sant'Anna la Misericordia

- 1745 – 1750, Ciclo, affreschi scomparsi dopo il terremoto del 1823. Resta l'episodio nel transetto con Ascensione di Gesù realizzato con la collaborazione del maestro Pietro Paolo Vasta, opere documentate nella chiesa di Sant'Anna la Misericordia.[9]
- 1750c., Santa Rosalia incoronata di rose dalla Trinità, olio su tela, cm 250 x 175, opera custodita nel Museo Diocesano.[10]
- 1751, Apoteosi di San Domenico o Gloria dei Santi domenicani o Trionfo dell'Ordine domenicano, affreschi, opere presenti nella cupola della chiesa di Santa Caterina d'Alessandria.

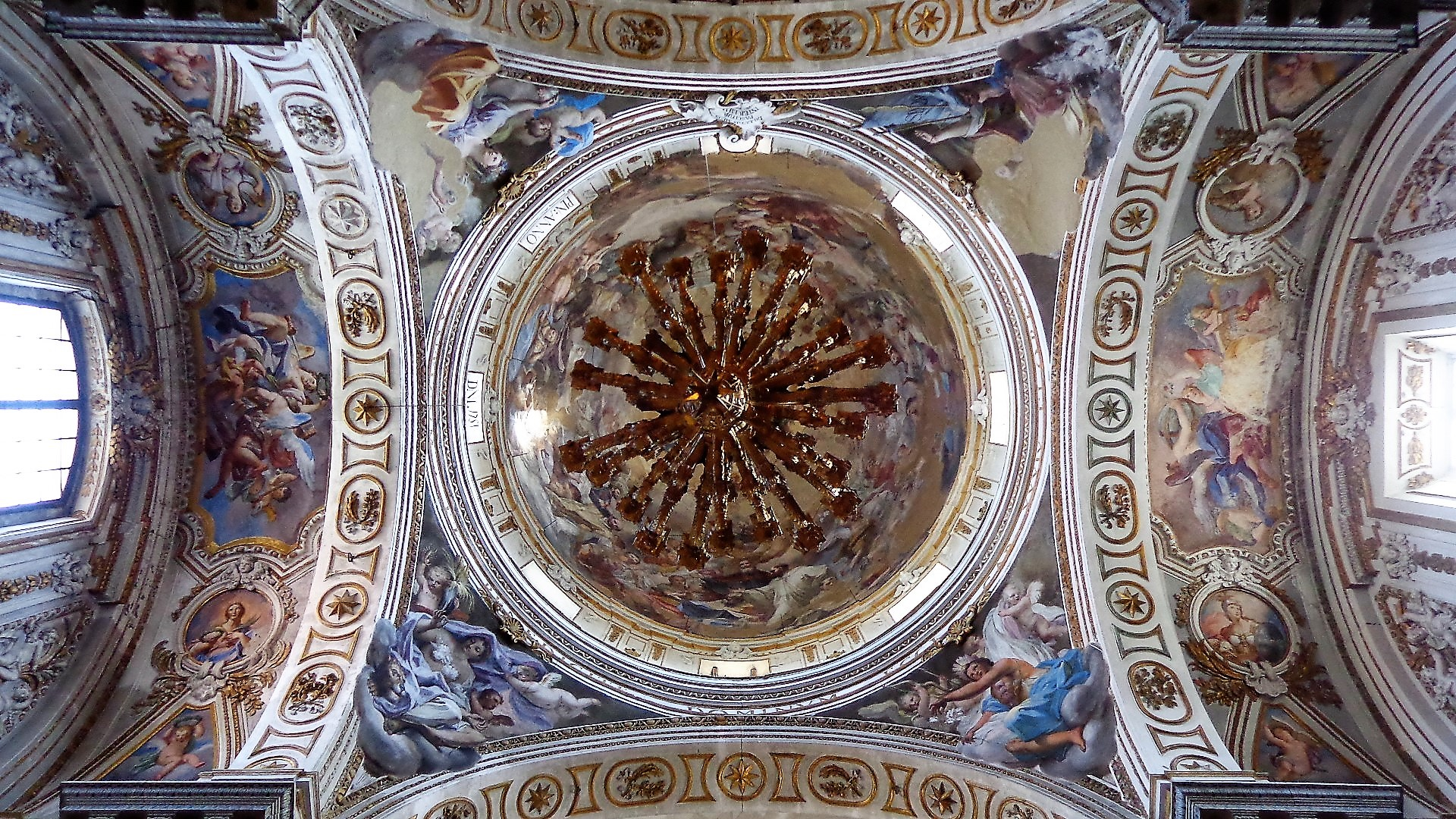
Trionfo dell'Ordine domenicano e allegorie dei Continenti, chiesa di Santa Caterina d'Alessandria.

- 1751, Trionfo dell'Ordine domenicano interno cupola, Allegorie dei continenti nei pennacchi, affreschi, opere presenti nella chiesa di Santa Caterina d'Alessandria.
- 1751, Trionfo di Minerva, affresco, opera presente nel Palazzo Benenati Ventimiglia.
- 1751, Allegoria di Virtù, affreschi, opera presente nel Palazzo Benenati Ventimiglia.
- 1751 - 1752, Trionfo dei Re Magi, affresco, opera presente nella volta della navata della chiesa dei Tre Re.
- 1751 - 1752, Battesimo di Amilcare e Martirio di Baldassarre, affreschi, opere presenti sulle pareti dell'abside della chiesa dei Tre Re.
- 1754, Trionfo del nome di Maria, affresco cupola, Trionfo delle Anime purganti, Apoteosi di San Matteo e San Mattia, San Gregorio in gloria, la Cacciata di Adamo ed Eva dal Paradiso Terrestre, Cristo riparatore, affreschi, opere presenti nella volta della chiesa di San Matteo al Cassaro.
- 1760, Apoteosi di Palermo, affresco, opera presente nel salone da ballo di Palazzo Isnello.
- 1760c., Ultima Cena, Lavanda dei piedi, Ultima Pasqua, Tributo di Cesare, Gesù e Zaccheo, Potete bere il calice che io sto per bere, affreschi realizzati in collaborazione con Antonio Manno, opere documentate nei portici di «Villa Filippina» adiacente alla chiesa di San Francesco di Paola.[11]
- 1762, Allegoria delle Virtù Politiche, affreschi autografi "VITUS DE ANNA PINXIT 1762", opera presente nel salone da ballo a Palazzo Alliata di Pietratagliata.[12]
- 1762, Gloria dei principi di Resuttana, affresco, opera presente nel salone da ballo di Villa Resuttano di Palermo.
- 1763 - 1765, Gloria di San Basilio, ciclo di affreschi, opere presenti nel vestibolo d'ingresso e volta della chiesa del Santissimo Salvatore.
- 1766, Pace, Sapienza, Carità, Speranza, affreschi eseguiti in collaborazione col figlio Alessandro D'Anna, opere presenti nella chiesa di San Francesco di Paola.
- 1766, Trionfo della Religione, affresco eseguito in collaborazione col figlio Alessandro D'Anna, opera presente nella sacrestia della chiesa di San Francesco di Paola.
- XVIII secolo, Immacolata, bozzetto del quadro musivo, opera costituente la pala d'altare nella Cappella dell'Immacolata della chiesa di San Francesco d'Assisi.
- XVIII secolo, Trinità, olio su tavola, opera custodita nel deposito della Galleria Regionale della Sicilia di Palazzo Abatellis.
- XVIII secolo, Santa Margherita, attribuzione, dipinto proveniente dalla distrutta chiesa di Santa Margherita e custodito nella Sala Beccadelli del Museo diocesano.
- XVIII secolo, Quadroni a fresco raffiguranti Mosè fra gli Ebrei che compie il miracolo e Sansone che abbatte il tempio, opere realizzate nel presbiterio della chiesa di San Sebastiano.[13]
- XVIII secolo, Angelo Custode, olio su tela, opera documentata nella chiesa di San Domenico.[14]

#### Serradifalco
- XVIII secolo, San Giuda Taddeo, olio su tela, opera custodita nella chiesa dell'Immacolata Concezione.
- XVIII secolo, Sant'Ignazio di Loyola e San Francesco Saverio, olio su tela, opera custodita nella chiesa dell'Immacolata Concezione.

### Ragusa e provincia

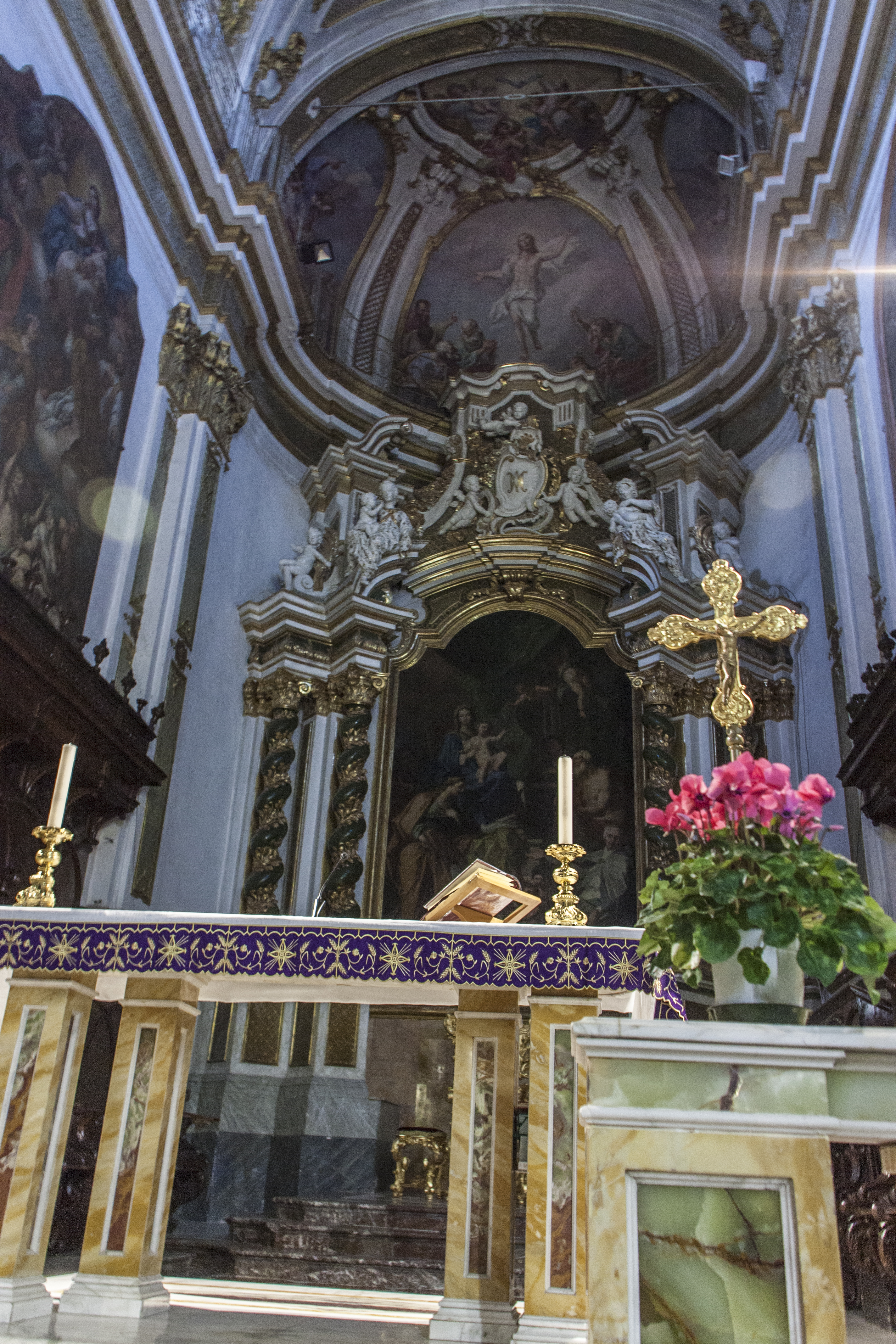
Madonna con Bambino, basilica di Santa Maria Maggiore di Ispica.

#### Chiaramonte Gulfi
- XVIII secolo, Madonna del Lume, olio su tela, opera custodita nella chiesa di San Giuseppe.
- XVIII secolo, Natività, olio su tela, opera custodita nella chiesa commendale dell'Ordine Gerosolimitano di San Giovanni Battista.

#### Ispica
- 1768, Madonna con Bambino ritratta tra San Gregorio Magno, San Girolamo, Santa Lucia e Santa Rosalia, olio su tela, altare maggiore della basilica di Santa Maria Maggiore.
- 1768c., Annunziata, olio su tela, attribuzione, altare maggiore della basilica della Santissima Annunziata.

#### Ragusa
- 1763, Angelo Custode, dipinto su tela, pala d'altare nella Cappella dell'Angelo Custode del duomo di San Giorgio.
- XVIII secolo, Immacolata Concezione, dipinto su tela, pala d'altare nella Cappella dell'Immacolata del duomo di San Giorgio.
- 1767, San Nicola, dipinto su tela, pala d'altare nella Cappella di San Nicola del duomo di San Giorgio.
- XIII secolo, San Gaetano da Thiene, olio su tela custodito nel Museo della Basilica Maria SS. Annunziata di Comiso.

### Siracusa e provincia
- XVIII secolo, Madonna del Rosario, olio su tela, opera custodita nella chiesa di San Domenico di Noto.
- 1758, Santa Margherita da Cortona, olio su tela, opera custodita nella cappella eponima della basilica di San Sebastiano di Palazzolo Acreide.
- XVIII secolo, Deposizione di Cristo e San Gabriele Arcangelo (1765), olio su tela, opere custodite nel duomo di San Giovanni Evangelista di Sortino.

### Trapani e provincia
- XVIII secolo, Ultima Cena, olio su tela, opera ispirata all'omonimo capolavoro del fiammingo Pietro Paolo Rubens custodita nella cattedrale di San Lorenzo di Trapani.
- XVIII secolo, San Gregorio Taumaturgo raffigurato con San Girolamo, San Carlo Borromeo e la Vergine con Bambino, dipinto, opera documentata nella chiesa di San Rocco di Trapani.[15]

### Collaborazioni e attribuzioni incerte
- 1754, Figure femminili allegoriche, decorazioni a fresco eseguiti in collaborazione con Francesco Sozzi, opere presenti nella chiesa di San Matteo al Cassaro di Palermo.
- 1762, Virtù scientifiche del principe, affresco, opera eseguita in collaborazione con Francesco Sozzi, opera presente nel Salone Rosso (sala da pranzo) del Palazzo Alliata di Pietratagliata di Palermo.[12]
- 1769, Personaggi biblici e Figure allegoriche, affreschi eseguiti in collaborazione con Francesco Sozzi, opere eseguite nel coro e sottocoro della chiesa di Santa Caterina d'Alessandria di Palermo.
- 1760, Assunzione di Santa Rosalia, affresco, opera presente nella volta di un saloncino di Palazzo Isnello di Palermo. (Attribuzione incerta).
- XVIII secolo, Cielo della sala del Vestibolo, con lo stemma nobilare della famiglia Oneto retto da angeli, affresco eseguito da Vito D'Anna e Gaspare Fumagalli nella seconda metà del Settecento, opera presente nella Villa Palagonia (Sede del Centro Giustizia Minorile per la Sicilia) di Palermo. (Attribuzione incerta).

### Opere distrutte

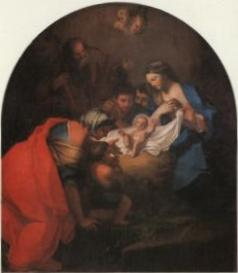
Natività, circa 1744, olio su tela. Chiesa di Santa Maria della Neve di Acireale.

- 1758, Allegoria dell'Abbondanza, affresco, opera presente nel Palazzo Airoldi di Palermo. Frammenti custoditi nei depositi della Galleria Regionale della Sicilia di Palazzo Abatellis di Palermo.
- XVIII secolo, Il Trionfo delle Arti e delle Scienze, affresco, opera documentata e distrutta dai bombardamenti della seconda guerra mondiale a Palazzo Castelluccio di Palermo.[16]

### Disegni
- 1760, Apoteosi di Palermo, disegno preparatorio per l'affresco del salone da ballo di Palazzo Isnello a Palermo. Palermo, mercato antiquario.[1]
- XVIII secolo, Trionfo della Virtù, due disegni di studio per l'affresco di Palazzo Benenati Ventimiglia, opere conservate a Galleria Regionale della Sicilia di Palazzo Abatellis di Palermo.